# Либеральная партия (Гватемала)
Либеральная партия (исп. Partido Liberal) — бывшая политическая партия Гватемалы. 

## История
Партия возникла в группе Cacos, которая существовала до объявления независимости и выступала за экономическую систему свободного рынка. В 1830 году она стала правящей партией Федеративной Республики Центральной Америки, когда Франциско Морасан стал президентом. Однако гражданская война привела к роспуску федерации и к власти в Гватемале пришла Консервативная партия.
В 1871 году Либеральная партия вернулась к власти, когда Мигель Гарсия Гранадос стал президентом. После него последовала целая серия президентов-либералов, в том числе Мануэль Эстрада Кабрера, который правил как президент и диктатор с 1889 по 1920 год, пока Конгресс не объявил его сумасшедшим и выбрал Карлоса Эррера-и-Луны из Объединённой партии в качестве его замены.
Однако Либеральная партия вернулась к власти в 1921 году, когда Хосе Мария Орельяна сместил президента Карлоса Эрреру. Орельяна был официально избран президентом в следующем году. На парламентских выборах 1923 года либералы выиграли все 69 мест Конгресса. То же самое повторилось и на парламентских выборах 1925 года.